# Episodi di St. Pauli-Landungsbrücken (seconda stagione)
La seconda stagione della serie televisiva St. Pauli-Landungsbrücken è stata trasmessa in anteprima in Germania dalla ARD tra il 1980 e il 1982.
| nº | Titolo originale           | Titolo italiano | Prima TV Germania | Prima TV Italia |
| -- | -------------------------- | --------------- | ----------------- | --------------- |
| 1  | Ziehharmonikajule          | inedito         | 1980              | inedito         |
| 2  | Der Lademeister            | inedito         | 1980              | inedito         |
| 3  | Clasing & Sohn             | inedito         | 1980              | inedito         |
| 4  | Auf der Durchreise         | inedito         | 1980              | inedito         |
| 5  | Berufswechsel              | inedito         | 1980              | inedito         |
| 6  | Wanda                      | inedito         | 1980              | inedito         |
| 7  | Per Anhalter               | inedito         | 1980              | inedito         |
| 8  | Eine Seemannsfrau          | inedito         | 1981              | inedito         |
| 9  | Der Sänger                 | inedito         | 1981              | inedito         |
| 10 | Die Kompagnons             | inedito         | 1981              | inedito         |
| 11 | Uwe ist der Größte         | inedito         | 1981              | inedito         |
| 12 | Vera                       | inedito         | 1981              | inedito         |
| 13 | Acht Tage Urlaub           | inedito         | 1981              | inedito         |
| 14 | Wasserratten               | inedito         | 1981              | inedito         |
| 15 | Zehn Stunden landfrei      | inedito         | 1981              | inedito         |
| 16 | Onkel Wense                | inedito         | 1982              | inedito         |
| 17 | Soweit die Kohle reicht    | inedito         | 1982              | inedito         |
| 18 | Der Hauptgewinn            | inedito         | 1982              | inedito         |
| 19 | Mutterschaftsurlaub        | inedito         | 1982              | inedito         |
| 20 | Samstag ist Reistag        | inedito         | 1982              | inedito         |
| 21 | Egon war der Beste         | inedito         | 1982              | inedito         |
| 22 | Ein Glas zuviel            | inedito         | 1982              | inedito         |
| 23 | Das Geheimnis              | inedito         | 1982              | inedito         |
| 24 | Das Erinnerungsfoto        | inedito         | 1982              | inedito         |
| 25 | Bobby King                 | inedito         | 1982              | inedito         |
| 26 | Zwei ziehen zusammen       | inedito         | 1982              | inedito         |
| 27 | Seute Deern                | inedito         | 1982              | inedito         |
| 28 | Späte Heirat               | inedito         | 1982              | inedito         |
| 29 | Fundsache                  | inedito         | 1982              | inedito         |
| 30 | Die Schwiegereltern kommen | inedito         | 1982              | inedito         |